# Lomtjärnen (Tärna socken, Lappland, 729106-146080)
Lomtjärnen är en sjö i Storumans kommun i Lappland och ingår i Umeälvens huvudavrinningsområde.